# Баоуарди, Мариам
Мариа́м Баоуарди (араб. مريم بواردي‎), другой вариант фамилии — Бауарди, в монашестве — Мария Иисуса Распятого (араб. مريم يسوع المصلوب‎, 5 января 1846, Ибилин, Османская Сирия, Османская империя — 26 августа 1878, Вифлеем, Иерусалим, Османская империя) — святая Римско-католической церкви, монахиня ордена босых кармелиток, мистик, носительница стигматов.

## Биография
Родилась в Ибилине в Галилее 5 января 1846 года в семье греко-католиков (мелькитов) Гириеса и Мариам Баоуарди. В трёхлетнем возрасте потеряла родителей. Племянников (у Мариам был брат) взял к себе дядя по отцовской линии. Через несколько лет он переехал с ними в Александрию в Египет. Мариам не получила начального образования и до конца жизни была безграмотной. В 13 лет отказалась от предложения вступить в брак и объявила о своём монашеском призвании.

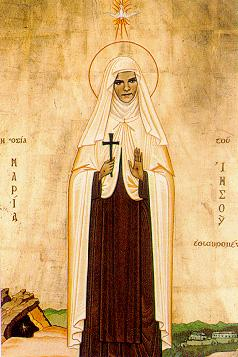
Икона Марии Иисуса Распятого

Следующие несколько лет работала прислугой в домах Иерусалима, Александрии, Бейрута и Марселя. В Марселе в начале Великого Поста 1865 года вступила в конгрегацию Сестёр Сострадательниц (компассионисток), но через два месяца из-за болезни покинула монастырь. Затем её приняли в конгрегацию Сестёр Явления ангела Святому Иосифу. Однако, по завершении постулата, Мариам поняла, что имеет призвание к созерцательному типу монашества.
29 марта 1867 года у неё появились первые стигматы. В июне того же года поступила в монастырь босых кармелиток в По во Франции.
В августе 1870 года, когда она ещё была в новициате, её отправили в Индию для основания монастыря босых кармелиток в Мангалоре. 21 ноября 1871 года принесла монашеские обеты и приняла имя Мария Распятого Иисуса. Через год её вернули в По, откуда в августе 1875 года вместе с другими монахинями отправили в Вифлеем для основания первого монастыря босых кармелиток в Палестине. С её именем связана идентификация святого места Эммауса (Никополя) в Святой Земле.
Мария Иисуса Распятого скончалась 26 августа 1878 года в Вифлееме.

## Прославление
13 ноября 1983 года папа Иоанн Павел II причислил её к лику блаженных и 17 мая 2015 года папа Франциск причислил её к лику святых вместе с Марией-Альфонсиной Даниль Гаттас, Марией Кристиной Брандо и Жанной Эмилией де Вильнёв.
День памяти — 25 августа.